# 보잉 C-17 글로브마스터 III
C-17 글로브마스터 III(C-17 Globemaster III)는 1980년대에서 1990년대 초에 걸쳐 보잉 (구. 맥도넬 더글라스)에서 개발된 265톤의 장거리 대형 전략 수송기이다. 미국 공군의 417톤 록히드 C-5 갤럭시 수송기와 함께 265톤 C-17은 미군의 국제적인 장거리 전략 수송 임무를 수행한다.
C-74 글로브마스터 또는 C-124 글로브마스터 II 라고도 불렸었다.
2008년, 보잉은 대한민국에 4대를 수출하려고 했었다.

## 개발
미 공군은 1950년대에 도입된 전술수송기 록히드 C-130 허큘리스의 대체기를 마련할 계획(AMST: Advanced Medium STOL Transport)을 1970년대부터 추진 중이었고, 그 결과 보잉의 YC-14와 맥도넬 더글라스의 YC-15가 경쟁하게 되었다. 그런데 두 실험기 모두 미 공군의 요구조건을 지나치게 뛰어 넘었고, 그 때문에 AMST는 포기되었다.
대신 1979년에 C-X 계획, 즉 고성능 차세대 전략수송기 계획이 추진되었다. 이것은 기존에 쓰던 전략수송기 록히드 C-141 스타리프터가 급격히 노후화됨에 따른 대책이었으며 C-141의 임무 완전 대체, 그리고 초대형 수송기 C-5가 대형화물에만 쓰일 수 있도록 하는 임무 상당량 보완 등이 요구되었다.
C-X 프로젝트에는 3개 회사가 입찰하였다. 보잉은 YC-14를 대형화하고 엔진을 하나 더 추가한 기체, 맥도넬 더글라스는 YC-15를 기반으로 재설계한 기체, 록히드는 C-5의 축소판과 C-141의 확대판(…)을 제안했으며 1981년 8월 28일에 맥도넬 더글라스의 제안이 채택되어 제식명칭 C-17이 부여되었다. 그리고 1993년에는 미 공군 기체로는 C-74, C-124에 이어 세 번째로 Globemaster라는 이름을 이어 받았다.

### 개발 과정 중의 수난
시제기는 AMST 계획에서는 기대 이상의 성능을 보여주었지만, 정작 프로젝트가 C-X로 이행하면서부터는 예산문제에 기대 이하의 성능으로 문제가 많았다. 미 공군은 당초 210대를 구매하려 했으나, 냉전이 종식되고 군축의 시대가 도래하자 1990년 딕 체니 당시 국방장관이 구매대수를 120대로 축소해 버린다. 결국 첫 비행은 예정을 1년 넘긴 1991년 9월 15일에 이루어진다.
당시 C-X 프로젝트는 국방예산의 축소에 따라서 예산문제에 봉착하였다. 거기에 C-17은 늘어난 중량, 기대치에 못 미치는 연비와 적재력, 항속거리는 물론 병력 공수 시 기류가 낙하산에 미치는 영향, 소프트웨어, 랜딩 기어까지 다양한 문제로 인해서 개발은 계속 지연되었다. 이때문에 맥도넬 더글라스의 손실은 1993년까지 15억 달러에 근접하게 되었다. 계속되는 프로젝트의 지연으로 인해서 1994년에는 구매대수가 32대로 축소되기 직전까지 몰리게 된다.
사업타당성에서도 잡음이 많았다. 1994년 미 정부 회계국(GAO) 보고서에서는 C-5보다 C-17에 투자되어야 한다는 공군과 국방부의 연구결과가 조작된 것이라고 하면서, 이착륙 가능거리가 단지 활주로의 크기에만 맞춰져 있고 적재중량은 고려하지 않았기에 미국 영토 외의 가용비행장은 공군과 국방부 주장대로 6400개가 아니라 911개에 지나지 않는다고 밝혔다. 그런데 이 보고서조차도, C-17의 저규격 활주로 대응능력을 고려하지 않아 결함이 있었다.
이외에도 GAO의 비판은 계속되었다. 1995년에는 기주문된 120대에 대해서는 도입단가가 계약당시에는 3950만 달러인데, 210대 전체에 대해서는 그 단가가 4180만 달러로 잡혀 있다는 것을 지적하는가 하면, 1997년에는 만재상태에서 표면이 젖은 900m 활주로에 착륙할 수 없고 시뮬레이션 결과 1500m는 필요하다는 골자의 보고서를 냈다. 그 때문에 맥도넬 더글라스는 박물관에 보낸 YC-15를 다시 갖고 와서까지 실험을 다시 해서 기술적 요구사항을 맞추어 내었다. GAO가 지적한 기술적 문제는 지금에는 다 해결된 사항이다.
경영위기에 몰린 맥도넬 더글러스는 1997년 회사 자체가 보잉으로 넘어갔다. 결국 C-X프로젝트에서 초반에 탈락했던 보잉이 최후의 승리자가 된 것이다. C-17은 이후 보잉의 주력상품으로 꾸준히 생산되다가, 2015년 더 이상 구매자가 나타나지 않으면서 단종되었다.

## 실전기록

### 미국

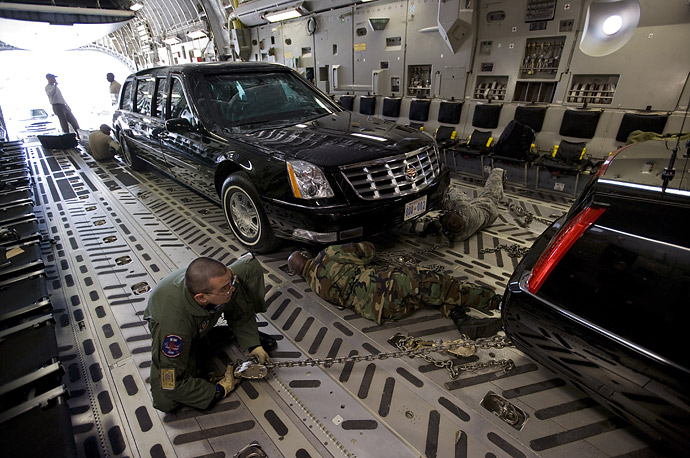
대통령 전용 자동차 비스트를 탑재한 C-17

미국 대통령은 해외 순방시 보잉 747 전용기인 에어포스원을 사용하며, 대통령 전용 자동차 비스트 2대와 경호차량, 대통령 전용 헬기인 마린 원 2대를 C-17 수송기로 수송한다.

### 호주
2006년 7월 호주는 4대의 C-17을 7억 8000만 달러(8천억원)에 계약했다.

## 사용국가

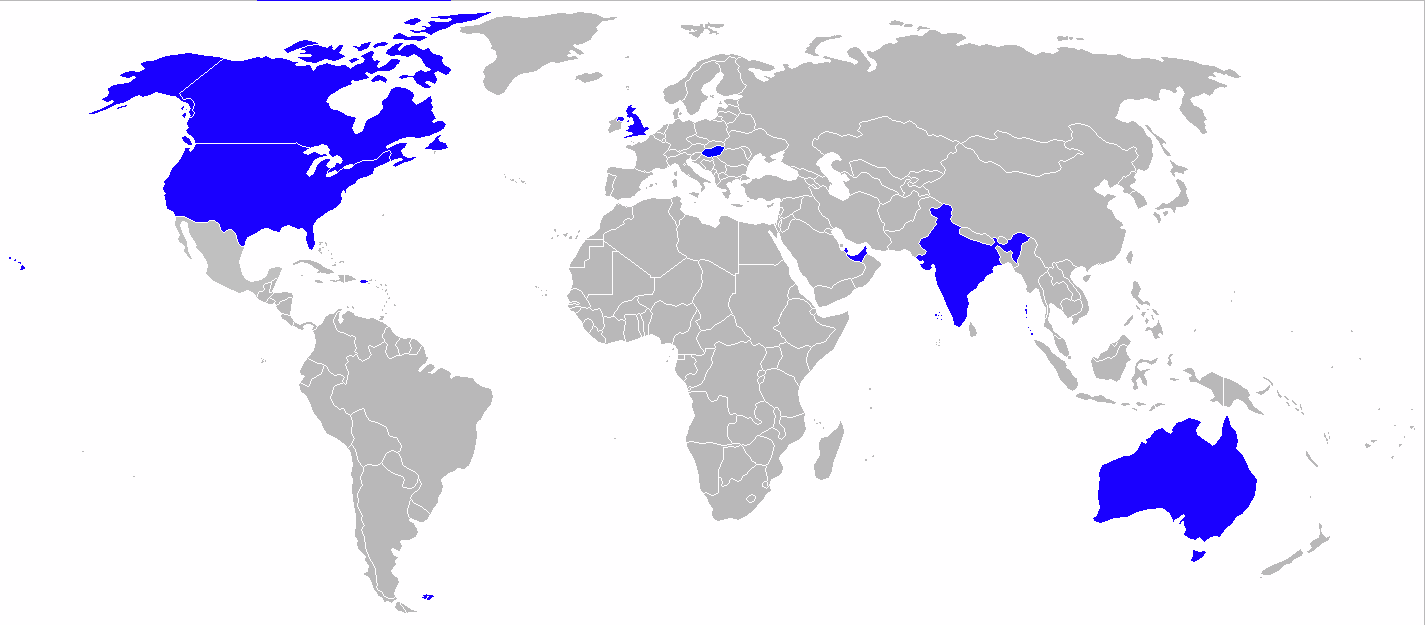
C-17 사용국가 (미래는 하늘색)

- 오스트레일리아[2][3]
- 캐나다.[4][5]
- 인도[6][7][8][9][10]
- NATO[11][12][13]
- 카타르[14]
- 아랍에미리트[15]
- 영국[16]
- 미국[17][18]

## 제원 (C-17)[19][20][21][22]
일반 특성
- 승무원: 3: 조종사 2명, 무장사 1명
- 용량: 

  - 102 낙하산병
  - 158 보병 with palletized and sidewall seats 또는
  - 53 보병 with sidewall seats (allows 13 cargo pallets) only 또는
  - 36 리터와 54 환자 또는
  - 화물, M1 에이브람스 탱크,[23] 3 스트라이커, 또는 6 M1117 장갑차
- 화물탑재량: 170,900 lb (77,519 kg) of cargo distributed at max over 18 463L master pallets or a mix of palletized cargo and vehicles
- 길이: 174 ft (53 m)
- 날개폭: 169.8 ft (51.75 m)
- 높이: 55.1 ft (16.8 m)
- 날개면적: 3,800 ft² (353 m²)
- 공허중량: 282,500 lb (128,100 kg)
- 최대이륙중량: 585,000 lb (265,350 kg)
- 엔진: 4× Pratt & Whitney F117-PW-100 turbofans, 40,440 lbf (180 kN) 각각
- Fuel capacity: 35,546 U.S. gal (134,556 L)

성능
- 순항속도: Mach 0.74 (450 knots, 515 mph, 830 km/h)
- 항속거리: 2,420 nmi[20] (2,785 mi, 4,482 km) ; 5,610 nmi (10,390 km) with paratroops[24]
- 상승한도: 45,000 ft (13,716 m)
- 최대 날개하중: 150 lb/ft² (750 kg/m²)
- 최소 추력대중량비: 0.277

- Takeoff run at MTOW: 7,600 ft (2,316 m)[20]
- Landing distance: 3,500 ft (1,060 m)

## 같이 보기
- 일류신 Il-76 - 러시아판 C-17. 265톤 C-17 보다 약간 작은 195톤이다.
- 시안 Y-20 - 중국판 C-17. 2013년 1월 초도비행에 성공했다.

## 참고
1. ↑  박병진 (2008년 9월 19일). “"약속 준수·사회공헌 활동… 한국정부에 신뢰감 심어"”. 세계일보. 2015년 12월 12일에 확인함.
2. ↑  "Purchase of additional C17." 보관됨 2012-03-21 - 웨이백 머신 Minister for Defence and Minister for Defence Materiel – joint media release, 20 March 2012.
3. ↑  "Master plan for C-17s." Air Force News, Volume 48, No. 4, 23 March 2006.
4. ↑  "Canada takes delivery of final CC-177." 보관됨 2007-07-10 - 웨이백 머신 Canadian Forces, 3 April 2008.
5. ↑  "Canada's New Government Re-Establishes Squadron to Support C-17 Aircraft." 보관됨 2008-05-28 - 웨이백 머신 Canadian Department of National Defence, 18 July 2007.
6. ↑  "Boeing says more India C-17 orders possible." 보관됨 2012-10-22 - 웨이백 머신 Reuters. Retrieved: 2 August 2012.
7. ↑  "Corporate America hails India's decision to buy 10 Boeing C17s." 보관됨 2012-03-27 - 웨이백 머신 MSN, 7 June 2011.
8. ↑  "Breaking News From The Department of Homeland Security: Boeing To Build 10 C-17s for India." 보관됨 2013-01-21 - archive.today Agence France-Presse, 15 June 2011.
9. ↑  "Boeing to build C-17 Airlifters for India." Agence France-Presse. 16 June 2011.
10. ↑  "Indian Air Force." 보관됨 2012-03-27 - 웨이백 머신 Boeing. Retrieved: 2 August 2012.
11. ↑  "Multinational Alliance's 1st Boeing C-17 Joins Heavy Airlift Wing in Hungary." Boeing, 27 July 2009.
12. ↑  "3rd Boeing C-17 Joins 12-Nation Strategic Airlift Capability Initiative." Boeing, 7 October 2009.
13. ↑  Trimble, Stephen. "Boeing delivers second C-17 for multinational operations." Flight International, 18 September 2009.
14. ↑  "Boeing Delivers Qatar's 2nd C-17 Globemaster III." Boeing, 10 September 2009.
15. ↑  "Boeing, United Arab Emirates Announce Order for 6 C-17s". Boeing, 6 January 2010.
16. ↑  Wall, Robert. "Aerospace Daily and Defense Report: U.K. Adds Eighth C-17."[깨진 링크(과거 내용 찾기)] Aviation Week, 9 February 2012. Retrieved: 10 February 2012.
17. ↑  Drelling, Jerry and Madonna Walsh. "Boeing delivers UK Royal Air Force's 7th C-17 Globemaster III." Boeing, 16 November 2010.
18. ↑  "McChord Slated to Receive its Last New C-17 "[깨진 링크(과거 내용 찾기)] Air Force Magazine Daily Report, 26 March 2013.
19. ↑  "C-17 fact sheet." US Air Force. Retrieved 4 September 2013.
20. 1 2 3  "Boeing C-17 Globemaster III Overview." Boeing, May 2008.
21. ↑  "C-17 Globemaster III, Technical Specifications." Boeing. Retrieved: 2 August 2012.
22. ↑  "C-17 Globemaster III page." Aerospaceweb.org. Retrieved: 2 August 2012.
23. ↑  Tuttle, William G. T. Jr. "Mobility." 보관됨 2012-11-30 - 웨이백 머신 Washington, D.C.: Defense Science Board Task Force, Office of the Under Secretary of Defense For Acquisition, Technology, and Logistics, September 2005.
24. ↑  "Backgrounder: C-17 Globemaster III." Boeing, March 2012.